# Sassovo

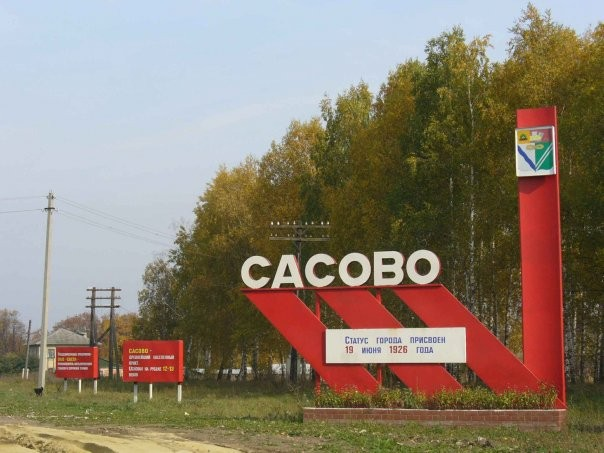
Pórtico da cidade de Sassovo.

Sassovo (em russo: "Cácobo") é uma cidade no oblast de Riazã, Rússia. Localizada no rio Tsna (bacia do rio Oca) 184 quilômetros (114 milhas) a sudeste da cidade de Riazã. Sassovo tem uma população de: 23.786 (Censo de 2020); 28.118 (Censo de 2010); 30.736 (Censo de 2002); 35.875 (Censo de 1989).